# Lista de rios da África do Sul

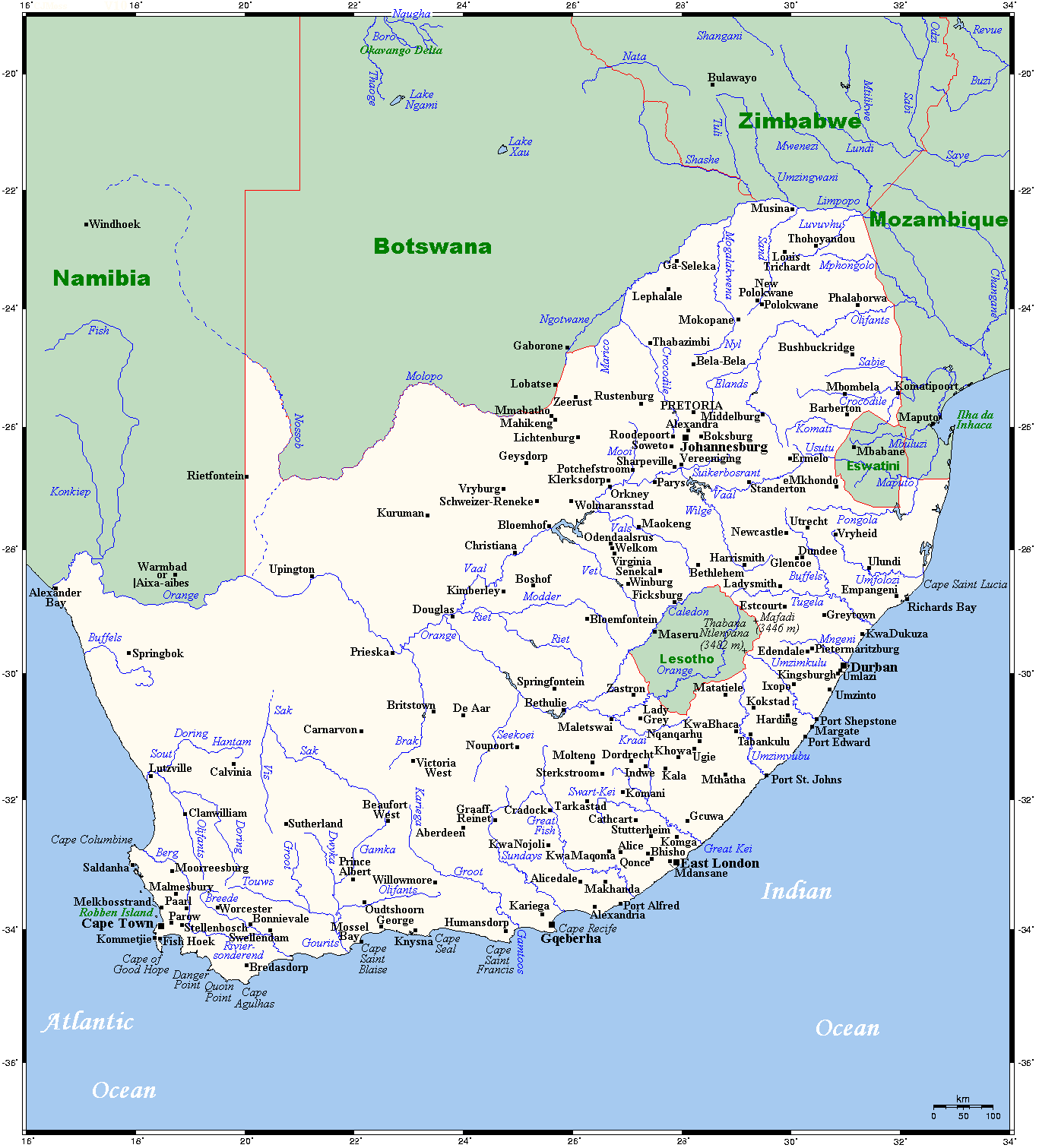
Um mapa mostrando as cidades da África do Sul, principais cidades, aldeias selecionadas, rios e seu pico mais alto

Esta é uma lista de rios da África do Sul
É bastante comum encontrar a palavra africâner -rivier como parte do nome. Outro sufixo comum é -kamma, o termo coissã para "rio" (tautologicamente, o termo em inglês "river" é comumente adicionado ao nome). A palavra Zulu amanzi (água) também faz parte de alguns nomes de rios. O termo em africâner spruit (compare spring) frequentemente rotula pequenos rios.
| Rio                                   | Província e localização                |
| ------------------------------------- | -------------------------------------- |
| Rio Apies                             | Gautengue, Pretória                    |
| Rio Bell                              | Cabo Oriental                          |
| Rio Berg (ou Rio Great Berg)          | Cabo Ocidental                         |
| Rio Blood (ou Rio Ncome)              | KwaZulu-Natal                          |
| Rio Bloukrans                         | Southern Cape, Bloukrans Bridge        |
| Rio Blyde (ou Rio Motlatse)           | Mpumalanga                             |
| Rio Bushman                           | Cabo Oriental                          |
| Rio Bot                               | Cabo Ocidental                         |
| Rio Brak                              | Cabo Ocidental                         |
| Rio Breede (ou Rio Breë)              | Cabo Ocidental, Overberg               |
| Rio Buffalo                           | Cabo Oriental, East London             |
| Rio Buffalo                           | KwaZulu-Natal, incl. Rorke's Drift     |
| Rio Caledon                           | Estado Livre                           |
| Rio Chalumna                          | Cabo Oriental                          |
| Rio Kowie                             | Cabo Oriental                          |
| Rio Crocodile                         | Mpumalanga                             |
| Rio Crocodile                         | Noroeste e Limpopo                     |
| Rio Eerste                            | Cabo Ocidental                         |
| Rio Elands                            | Mpumalanga                             |
| Rio Elsieskraal                       | Cabo Ocidental, Cidade do Cabo         |
| Rio Emanzimhlope                      | Mpumalanga                             |
| Rio Gamka                             | Cabo Ocidental                         |
| Rio Gamtoos                           | Cabo Oriental                          |
| Rio Great Fish (ou Rio Fish)          | Cabo Oriental                          |
| Rio Great Kei                         | Cabo Oriental                          |
| Rio Groot                             | Cabo Oriental                          |
| Rio Groot                             | Southern Cape                          |
| Rio Gourits                           | Southern Cape                          |
| Rio Harts                             | Noroeste                               |
| Rio Hluhluwe                          | KwaZulu-Natal                          |
| Rio Jukskei                           | Gauteng                                |
| Rio Kaaimans                          | Southern Cape                          |
| Rio Kammanassie                       | Southern Cape                          |
| Rio Keiskamma                         | Cabo Oriental                          |
| Rio Keurbooms                         | Southern Cape                          |
| Rio Klasies, (Rio Klasies Caves)      | Cabo Oriental, Tsitsikamma coast       |
| Rio Klein                             | Cabo Ocidental                         |
| Rio Komati                            | Mpumalanga, Komati Gorge               |
| Rio Krom                              | Cabo Oriental                          |
| Rio Krom                              | Cabo Ocidental, Stellenbosch           |
| Rio Kuils                             | Cabo Ocidental                         |
| Rio Lourens                           | Cabo Ocidental                         |
| Rio Lephalala                         | Limpopo                                |
| Rio Letaba                            | Limpopo                                |
| Rio Letsitele                         | Limpopo                                |
| Rio Liebenbergsvlei                   | Estado Livre                           |
| Rio Liesbeek                          | Cabo Ocidental, Cidade do Cabo         |
| Rio Limpopo                           | Limpopo, on Zimbabwe, Botswana borders |
| Rio Luvuvhu (ou Rio Pafuri)           | Limpopo                                |
| Rio Lyndoch                           | Cabo Oriental                          |
| Rio Maputo (ou Great Usutu)           | KwaZulu-Natal                          |
| Rio Matlabas                          | Limpopo                                |
| Rio Mbashe                            | Cabo Oriental, Transkei região         |
| Rio Mngeni (ou Mgeni)                 | KwaZulu-Natal                          |
| Rio Modder                            | Cabo Setentrional e Estado Livre       |
| Rio Mogalakwena                       | Limpopo                                |
| Rio Mokolo (ou Rio Mogol)             | Limpopo                                |
| Rio Molopo                            | Noroeste                               |
| Mooi River (rio)                      | KwaZulu-Natal                          |
| Rio Mkomazi                           | KwaZulu-Natal                          |
| Rio Mkuze                             | KwaZulu-Natal                          |
| Rio Mlazi                             | KwaZulu-Natal, Durban                  |
| Rio Msunduzi (ou Rio Duzi)            | KwaZulu-Natal                          |
| Rio Mtamvuna                          | KwaZulu-Natal - Cabo Oriental margem   |
| Rio Mzamba                            | Cabo Oriental, Transkei região         |
| Rio Mzimkulu (ou Umzimkulu)           | KwaZulu-Natal                          |
| Rio Mzimkulwana                       | KwaZulu-Natal, Oribi Gorge             |
| Rio Mzimvubu                          | Cabo Oriental, Transkei região         |
| Rio Mzumbe                            | KwaZulu-Natal                          |
| Rio Nahoon                            | Cabo Oriental, East London             |
| Rio Nossob                            | Cabo Setentrional, Kalahari            |
| Rio Nyl                               | Limpopo                                |
| Rio Ohlanga                           | KwaZulu-Natal                          |
| Rio Olifants                          | Mpumalanga                             |
| Rio Olifants                          | Southern Cape                          |
| Rio Olifants                          | Cabo Ocidental                         |
| Rio Orange (ou Rio Groot, Rio Gariep) | Cabo Setentrional e Estado Livre       |
| Rio Palala                            | Limpopo                                |
| Rio Pongola (ou Rio Phongolo)         | KwaZulu-Natal                          |
| Rio Qolora                            | Cabo Oriental, Transkei região         |
| Rio Qora                              | Cabo Oriental, Transkei região         |
| Rio Riet                              | Estado Livre                           |
| Rio Riet (Cabo Oriental)              | Cabo Oriental                          |
| Rio Rufanes                           | Cabo Oriental                          |
| Rio Sonderend                         | Cabo Ocidental, Overberg               |
| Rio Sabie                             | Mpumalanga                             |
| Rio Sak                               | Cabo Setentrional                      |
| Rio Sand                              | Limpopo                                |
| Rio Sand                              | Estado Livre                           |
| Rio Shingwidzi                        | Limpopo                                |
| Rio Sout                              | Cabo Ocidental, Cidade do Cabo         |
| Rio Swartkops                         | Cabo Oriental, Port Elizabeth          |
| Rio Storms                            | Cabo Oriental                          |
| Rio Sundays                           | Cabo Oriental                          |
| Rio Tsomo                             | Cabo Oriental                          |
| Rio Tugela                            | KwaZulu-Natal                          |
| Rio Umfolozi (ou Rio Mfolozi)         | KwaZulu-Natal                          |
| Rio Umzimkulu (ou Rio Mzimkulu)       | KwaZulu-Natal                          |
| Rio Usutu                             | Mpumalanga                             |
| Rio Vaal                              | Estado Livre e outro                   |
| Rio Vals                              | Estado Livre                           |
| Rio Vet                               | Estado Livre                           |
| Rio Wilge                             | Estado Livre                           |
| Rio Xuka                              | Cabo Oriental                          |